# Étienne de Fay
Étienne de Fay, dit Le vieux sourd-muet d'Amiens, né en 1669 à Paris et mort à Amiens en 1750, était un chanoine de l’Abbaye Saint-Jean d'Amiens qui fut bien que sourd lui-même, professeur d'enfants sourds-muets. Il fut également architecte.

## Biographie
Étienne de Fay est né sourd dans une famille noble, puis à l'âge de cinq ans, il fut placé chez les chanoines réguliers de l’Abbaye Saint-Jean-des-Prémontrés d'Amiens. Les chanoines communiquaient avec lui par signes et ainsi il put apprendre à lire, à compter et à dessiner. Il étudia également la mécanique et l'architecture. A l'âge adulte, il resta à l'abbaye et pendant 25 ans en fut le procureur (gestionnaire).
Il fut chargé d'établir les plans pour l'agrandissement de l'abbaye, en 1712 et devint, en 1720, le premier professeur connu en France de quatre enfants sourds-muets avant l'abbé de L'Épée. Il fit également acheter des milliers de livres pour la bibliothèque de l'abbaye et y créa un cabinet de curiosités.

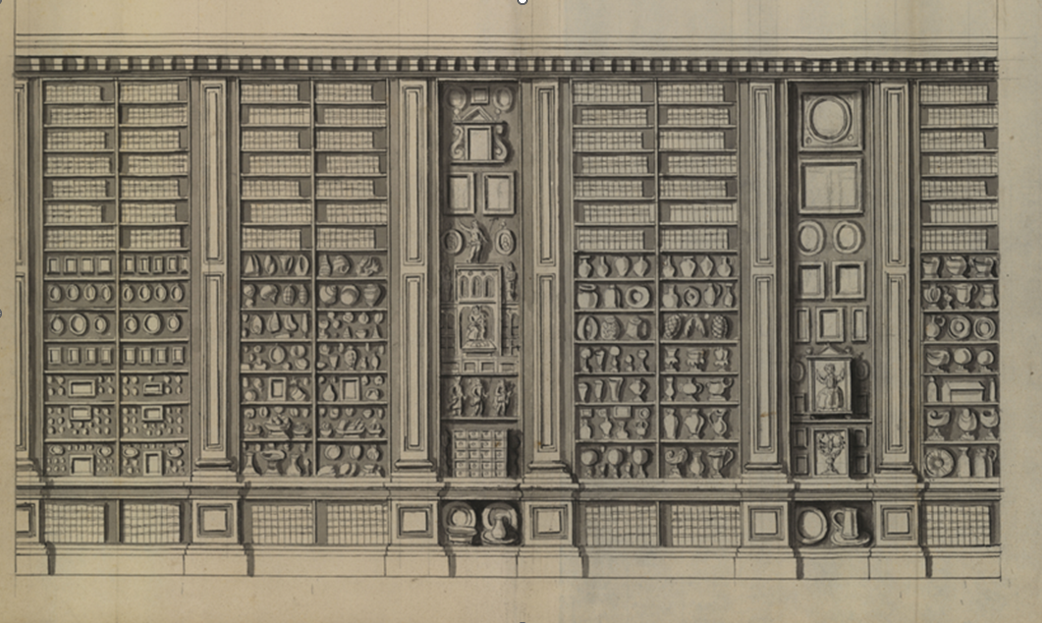
Étienne de Fay, Cabinet de curiosités de l’abbaye Saint-Jean.

En 1733, un membre de l'Académie royale des sciences, Lamarck, vint voir Étienne de Fay pour évaluer son intelligence et lui poser des questions. Étienne répondit correctement tout sauf quelques fautes d'orthographe et il suivait bien des affaires hors de l'abbaye.